# Parazaona nordenskjoldi
Espèce
Synonymes
- Chelifer nordenskjoldi Tullgren, 1908

Parazaona nordenskjoldi est une espèce de pseudoscorpions de la famille des Chernetidae.

## Distribution
Cette espèce se rencontre au Chili et en Argentine.

## Étymologie
Cette espèce est nommée en l'honneur d'Erland Nordenskiöld.

## Publication originale
- Tullgren, 1908 : Über einige exotische Chelonethiden. Entomologisk Tidskrift, vol. 29, p. 57-64 (texte intégral).